# Rafa Ponzo
Rafael Antonio Ponzo García (Madrid, 18 de octubre de 1978), más conocido como Rafa Ponzo, es un exfutbolista hispano-venezolano. Que jugaba de guardameta y su último club fue el Deportivo Anzoátegui Sport Club.
Es hijo de padre venezolano y madre española. Su padre, Rafael Manuel Ponzo Lobo, natural de Maracay (Venezuela), fue matador de toros y en España tomó la alternativa el 2 de agosto de 1974, en Almuñécar (Granada) y el 1 de junio de 1975 la confirmó en Las Ventas.

## Trayectoria
Se inició como guardameta en los equipos UCV Maracay y Deportivo la Trinidad para posteriormente representar a las selecciones regionales del estado Aragua.
Ponzo dejó Venezuela a los 20 años para jugar a fútbol en España, en el Siero para posteriormente ser fichado por el Real Avilés, donde jugó en el por entonces filial Navarro CF para posteriormente cederlo al Siero. Sus grandes actuaciones hicieron que el Tenerife lo fichara, donde se convirtió en el portero titular del filial y fue el tercer portero del primer equipo, aunque no llegó a debutar.
En 2003, regresó a Asturias, para jugar en el Real Oviedo, consiguiendo el ascenso a Segunda B y donde jugó 37 partidos y recibió 34 goles, hecho que le hizo ser el portero menos goleado del Grupo II de Tercera División. En 2006 fichó por el Girona en Tercera División, logrando esa misma temporada el subcampeonato del Grupo V de Tercera y el ascenso a Segunda B. En la siguiente temporada logró el campeonato del Grupo III de Segunda B y ascendió a Segunda División con el Girona.
En 2010 ficha por un equipo de Chipre llamado Nea Salamis Famagusta FC, rescinde el contrato y ficha por el Ermis Aradippou, equipo del mismo país y en el 2011 ficha por el Club Deportivo Mineros de Guayana de Venezuela.
En 2015 el guardameta exjugador de Siero, Navarro, Tenerife"B", Real Oviedo, Girona, Ceuta, Nea Salamina, Eris, Mineros y Marino (32 partidos en el último campeonato de Segunda División B), regresa a Venezuela para incorporarse a las filas del Aragua, octavo clasificado en el último campeonato nacional.
En 2017 llega a EL Salvador como guardameta del Club Deportivo Universidad Nacional UES equipo de primera división del fútbol local para el Campeonato Clausura 2017
En 2019 Rafa llega como nueva incorporación del Deportivo Anzoátegui de Venezuela para jugar la pretemporada.

## Clubes
| Club                                      | País        | Año       |
| ----------------------------------------- | ----------- | --------- |
| Club Siero                                | España      | 1998-1999 |
| Navarro CF                                | España      | 1999-2000 |
| Club Siero                                | España      | 2000-2001 |
| CD Tenerife B                             | España      | 2001-2003 |
| Real Oviedo                               | España      | 2003-2006 |
| Girona FC                                 | España      | 2006-2009 |
| AD Ceuta                                  | España      | 2009-2010 |
| Nea Salamis FC                            | Chipre      | 2010      |
| Ermis Aradippou                           | Chipre      | 2010      |
| Asociación Civil Mineros de Guayana       | Venezuela   | 2011      |
| Club Marino de Luanco                     | España      | 2011-2015 |
| Aragua Fútbol Club                        | Venezuela   | 2015-2016 |
| Club Deportivo Universidad de El Salvador | El Salvador | 2017      |
| Angostura Fútbol Club                     | Venezuela   | 2018      |
| Deportivo Anzoátegui Sport Club           | Venezuela   | 2019      |

## Palmarés

### Campeonatos nacionales
| Título                      | Club        | País   | Año       |
| --------------------------- | ----------- | ------ | --------- |
| Tercera División (Grupo II) | Real Oviedo | España | 2003-2004 |
| Tercera División (Grupo II) | Real Oviedo | España | 2004-2005 |
| Segunda B (Grupo III)       | Girona FC   | España | 2007-2008 |

### Distinciones individuales
| Distinción                                        | Club        | Año       | Goles    | Partidos    |
| ------------------------------------------------- | ----------- | --------- | -------- | ----------- |
| Portero menos goleado Tercera División (Grupo II) | Real Oviedo | 2003-2004 | 14 goles | 36 partidos |